# پرستودریایی سوماترا

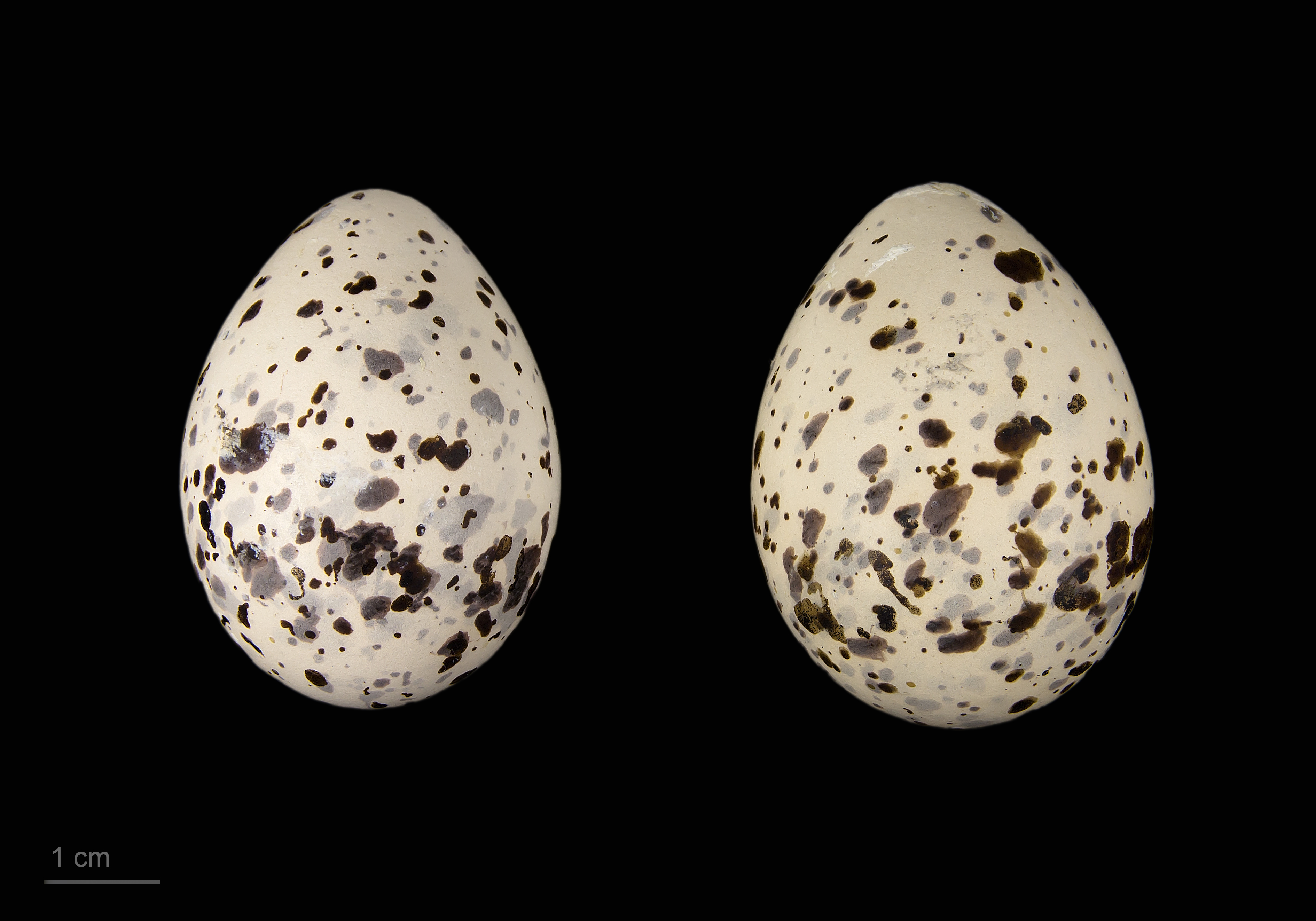
Sterna sumatrana

پرستودریایی سوماترا (نام علمی: Sterna sumatrana) نام یک گونه از سرده پرستودریایی‌ها است.